# Бій за Гуту Степанську і Вирку
Бій за Гуту Степанську і Вирку або акція «Гута Степань» — бойові дії 16–19 липня 1943 року між частинами Української повстанської армії,   Самообороних Кущових Відділів з одного боку та загонами польської самооборони Армії Крайової, радянськими партизанами з іншого, а також німецькими загонами, що прийшли на захист польського населення у селах Гута Степанська, Вирка та низці інших населених пунктів Рівненської області (німецька адміністрація генералберцирк Волинь-Поділля Рейхкомісаріату Україна; польська — Костопільський повіт Волинського воєводства Другої Речі Посполитої; оунівська — надрайон «Долина» військової округи «Заграва»).
Завдяки існуванню загонів самооборони польському населенню вдалося евакуюватися. Під час  нападу УПА  більшість населення  зібралася в центрі крім п'ятсот осіб з польської самооборони та цивільних, що загинули в ході боїв.[джерело?].

## Формування польської самооборони у Гуті Степанській та Вирці
Як і вся Волинь, Костопільський район Рівненської області  опинився у центрі польсько - українського протистояння, кожна сторона вважала терен своїм. Командування Волинського округу АК з метою протидії УПА створило польські партизанські загони та направило офіцерів і рядових бійців кадрового складу для формування баз самооборони в польських поселеннях.
9 лютого 1943 року на зборах в Народному Домі Гути Степанської було сформовано самооборону села, яку очолив Владислав Курковський ("Дух"). Одночасно виникла самооборона у Вирці, комендантом якої став  лейтенант Ян Скиба. Дві групи самооборони співробітничали між собою, поширюючи свій вплив на польські колонії Борек, Мельниця, Темне, Кам'янка, Ляди, Седлисько, Островки, Пересла, Живка, Гали, Шимоніско, Бжезіна, Ужані, Сошники, Тур і Виробки.
13 квітня 1943 року самооборону Гути Степанської очолив старшина Ян Шабельський. У травні ціхоємний Армії Крайової лейтенант Владислав Коханський ("Бомба") прибув до Вирки із завданням відбудувати підпільну мережу АК в Костопільському районі, яка була знищена внаслідок німецьких арештів. Він очолив загони самооборони обох сіл.
Осередок співпрацював з радянськими партизанами та Армією Людовою, зокрема з загоном імені Тадеуша Костюшка або філією  Юзефа Собєсяка — "Макс".

## Зіткнення з УПА
У березні 1943 року група самооборони з Гути Степанської разом з кількома радянськими партизанами напала на боївку УПА в Малій Мельниці і вбила десяток повстанців.
7 квітня 1943 р. група самооборони розігнала боївку УПА, але зазнала значних втрат (18 членів самооборони було вбито).
Також загони самооборони надали допомогу колоніям Вільче Луцького району, Живка, Стара Бжезіна та Сошники Сарненського району під час зіткнень з  українськими повстанцями.  В обох селах виникли табори польських біженців з довколишніх сіл: у Гуті їх налічувалось близько 3 тисяч, у Вирці - близько 2 тисяч чоловік.
Загони самооборони брали участь у реквізиціях продовольства і каральних акціях проти довколишнього українського населення, яке вони вважали відповідальним  за знищення повстанцями польських поселень.
Так, 7 квітня 1943 року загін самооборони з Гути Степанської за підтримки радянських партизанів під командуванням "Макса" здійснив напад на село Бутейки, вбивши кілька десятків українських селян.

## Хід бойових дій

### Підготування українців
В липні 1943 року перед частинами УПА - Північ було поставлене завдання ліквідувати опорні пункти польських збройних формувань  Гута Степанська, Вирка, Ромашкове, Седлисько, Борек, Гута Мидська, Ляди, Омелянка, Темне, Ломи, Тур, Островки та інші звідки здійснювались каральні рейди проти українського населення. Для його виконання було сформовано Першу та  Другу групи.
Першу групу було сформовано з відділів "Вовки", Дмитра Войцешка ("Ярмак") та Василя Павлонюка ("Узбек"). Командував групою "Корбан".
Другу групу було сформовано з відділів  Дмитра Калинюка ("Ярок"), "Оси", "Кентаура", Макара Мельника ("Кора") і "Чумака". Командував групою Дмитро Корінець ("Бористен").
Завданням Першої групи було ліквідувати Гуту Степанську, Борек (Борок), Ляди, Омелянки, Ромашкове, Темне, Ломи, Мельніки, Гуту Мидську, Подселече, Полялі, Голинь, хутор Кам'янки і Мельниці.
Завданням Другої групи - ліквідувати Вирку та колонії Гали, Виробки, Островки, Осовичи, Шимонісько, Тур, Ужане, Іваньче, Переспа, Березувка, Камення, Седлисько, Зівка.
Прикривати з півдня операцію мав відділ Федора Кононовича ("Циган") зі сходу та північного сходу - частина відділу Василя  Левковича  (" Вороного").

### Підготування поляків
Близько 12 липня 1943 р. патрулі самооборони помітили концентрацію сил УПА та  СКВ навколо центру. У той час до Гути Степанської прийшов Юзеф Собєсяк «Макс» зі своєю сотнею партизанського загону. На зборах у Народному домі він запропонував евакуювати селян на Полісся під опіку радянських партизанів. «Макс» оголосив, що покине терен незалежно від рішення населення. Це викликало збентеження та обурення мешканців, зокрема звинувачення Собесяка у зраді. Поспішно скликана рада сільських старост на чолі з поручником Коханським вирішила залишитися на місці й оборонятися до кінця. Тоді «Макс» оголосив, що покине Гуту, залишивши в ній лише 20 партизанів.
Перед загрозою було реорганізовано самооборону Гути. Зібрали добровольців і розподілили між ними всю вогнепальну зброю , яка була в центрі, створивши 4 взводи під командою підстаршин резерву Війська Польського. Із решти людей було створено підрозділ косинерів. Загалом чисельність захисників Гути сягала близько 500 осіб, з яких лише 80 мали вогнепальну зброю.

### 16 липня
Сили УПА, підтримані українськими селянами з СКВ, здійснили масований наступ на центр самооборони ввечері 16 липня 1943 р. Менші пункти самооборони не витримали атаки й відступили до Гути Степанської. Втекло також цивільне населення довколишніх польських колоній Переспи, Сошники, Ужани, Гали, Тур. У той час перша група УПА захопила польські колонії Борек, Ляди  і  спалила їх. Також було захоплено опорний пункт біля грязелікувального курорту "Солоне болото". Вночі до Гути Степанської з боку Бутейків прибули посланці УПА, які вимагали здачі Гути під загрозою її повного знищення. Відповісти не було часу, бо емісари пішли (за іншими даними самооборонівці вбили парламентарів). У ніч з 16 на 17 липня сили самооборони Вирки та Седліски разом з мирним населенням відійшли до Гути Степанської. Проте група партизанів «Макс» покинула село, взявши із собою 17 озброєних захисників Гути, що значно послабило її обороноздатність. Лише Гута Степанська залишилася в руках поляків, оточена палаючими польськими селами.

### 17 липня
Вранці 17 липня 1943 року УПА розпочала великий наступ на Гуту Степанську. Багатотисячні хвилі атак УПА та озброєних селян були відбиті з великими труднощами. Багато разів спалахував рукопашний бій. Нападників тричі виганяли з самого центру села. Тоді біля церкви, школи та пошти сховалися мирні жителі, яким загрожувало бути вбитими. Обороною ефективно і віддано керував поранений у ліву руку лейтенант Коханський «Бомба». За оцінками, під час атаки 17 липня загинуло приблизно 50-100 захисників і мирних жителів. За словами Юзефа Туровського, українські втрати були ще більшими. Далі напади УПА припинилися, але останній напад на село відбувся о 7 ранку.

### Евакуація поляків
У ніч з 17 на 18 липня командування самооборони критично оцінило розташування Гути. Особливо не вистачало боєприпасів захисникам. Аналіз ситуації показав, що наступного дня центр неминуче обвалиться. Після розгляду багатьох ідей було прийнято рішення про евакуацію та прорив кільця оточення на північній ділянці в бік залізниці Ковель - Сарни та бази самооборони в Антонівці.
Вночі була сформована колона возів куди повантажили жінок, дітей, хворих і поранених і частину їхнього майна. З паніки частина табору рушила до Вирки, де була атакована УПА і повернула назад. Загинуло близько 100 осіб.
Вранці 18 липня 1943 року вся самооборона наступала на північному напрямку, відкинувши сили УПА. В утворений коридор виїхала 3-кілометрова колона машин і пішоходів. Завдяки густому туману вдалося уникнути ворожого вогню та втрат серед втікачів. Після виходу колони з котла її кінець зайняли самооборонівці, відкидаючи українську погоню.
Частина населення проривалася самостійно, також зазнаючи втрат від українців.

### Бої з німцями
Застава під командуванням  Ф. Кононовича - "Цигана", вступила в бій з німцями в урочищі Яполоть, бій тривав 45 хвилин. Розбиті німці залишили 10 трупів. Здобуто 2 важкі кулемети, 1 легкий, три мотоцикли, три пістолі, 7 крісів, 15 гранат, понад 2000 амуніції та спалено 2 авта. Втрати повстанців кілька легко поранених.

## Доля поляків після евакуації
Пройшовши близько 20 км і дійшовши до залізничних станцій на лінії Ковель-Сарни, частину населення німці повантажили у залізничні вагони і вивезли на роботи до Рейху. Решта дійшли до Видімера біля Володимирця (польська назва Wlodimeg -  Влодімеж) , звідки попрямували до Антонівки, Ковеля, Сарн і Пшебражого.
Озброєні захисники Гути Степанської, що складалися з вояків Армії Крайової, знайшли прихисток у Переспі біля Антонівки, а потім у Карачуні. На початку серпня 1943 року як партизанський загін Армії Крайової під командою «Бомби» в складі роти приєдналися до самооборони в Гуті Старій.

## Наслідки бою
Села Гута Степанська, Вирка  та довколишні колонії були спалені, їх населення і самооборона  з боями відступили до Старої Гути і Сарн. Польська сторона втратила 500 загиблими,  українська - 17 вбитими і 18 пораненими. Українському населенню було повернено  домашнє майно, худобу, коні та вози реквізовані польською самообороною. Розбито німців  у Костополі та Степані, обидва містечка перейшли під контроль УПА.

## Цікавий факт
Українськими селянами були забрані великий і малий дзвони костелу Пресвятого Серця Ісуса в Гуті Степанській. Їх було закопано, і вони пролежали в землі до 1991 року коли дзвони було віднайдено і вивішено на дзвіниці православної Покровської церкви села  Великий Стидин.